# Eduard Atuesta
Eduard Andrés Atuesta Velasco (Vélez, 18 giugno 1997) è un calciatore colombiano, centrocampista dell'Orlando City.

## Caratteristiche tecniche
È un mediano.

## Carriera

### Club
Cresciuto nelle giovanili dell'Independiente Medellín, ha esordito il 14 aprile 2016 in occasione del match di Copa Colombia vinto 5-1 contro l'Envigado.

### Nazionale
Ha partecipato al campionato sudamericano Under-20 2017.
Il 5 giugno 2022 esordisce in nazionale maggiore nell'amichevole vinta per 1-0 contro l'Arabia Saudita.

## Statistiche

### Presenze e reti nei club
Statistiche aggiornate al 27 settembre 2018.
| Stagione             | Squadra                | Campionato           | Campionato | Campionato | Coppe nazionali | Coppe nazionali | Coppe nazionali | Coppe continentali | Coppe continentali | Coppe continentali | Altre coppe | Altre coppe | Altre coppe | Totale | Totale | Totale |
| Stagione             | Squadra                | Comp                 | Pres       | Reti       | Comp            | Pres            | Reti            | Comp               | Pres               | Reti               | Comp        | Pres        | Reti        | Pres   | Reti   |        |
| -------------------- | ---------------------- | -------------------- | ---------- | ---------- | --------------- | --------------- | --------------- | ------------------ | ------------------ | ------------------ | ----------- | ----------- | ----------- | ------ | ------ | ------ |
| 2016                 | Independiente Medellín | A                    | 4          | 0          | CC              | 6               | 0               | CS                 | 1                  | 0                  |             | -           | -           | 11     | 0      |        |
| 2017                 | Independiente Medellín | A                    | 24         | 0          | CC              | 7               | 0               | CS                 | 1                  | 0                  |             | -           | -           | 32     | 0      |        |
| 2018                 | Independiente Medellín | A                    | 1          | 0          | CC              | 0               | 0               |                    | -                  | -                  |             | -           | -           | 1      | 0      |        |
| Totale Ind. Medellín | Totale Ind. Medellín   | Totale Ind. Medellín | 29         | 0          |                 | 13              | 0               |                    | 2                  | 0                  |             | -           | -           | 45     | 0      |        |
| 2018                 | Los Angeles FC         | MLS                  | 22         | 1          | USOC            | 3               | 0               |                    | -                  | -                  |             | -           | -           | 25     | 1      |        |
| Totale carriera      | Totale carriera        | Totale carriera      | 51         | 1          |                 | 16              | 0               |                    | 2                  | 0                  |             | -           | -           | 69     | 1      |        |

### Cronologia presenze e reti in nazionale
| Cronologia completa delle presenze e delle reti in nazionale ― Colombia | Cronologia completa delle presenze e delle reti in nazionale ― Colombia | Cronologia completa delle presenze e delle reti in nazionale ― Colombia | Cronologia completa delle presenze e delle reti in nazionale ― Colombia | Cronologia completa delle presenze e delle reti in nazionale ― Colombia | Cronologia completa delle presenze e delle reti in nazionale ― Colombia | Cronologia completa delle presenze e delle reti in nazionale ― Colombia | Cronologia completa delle presenze e delle reti in nazionale ― Colombia |
| Data                                                                    | Città                                                                   | In casa                                                                 | Risultato                                                               | Ospiti                                                                  | Competizione                                                            | Reti                                                                    | Note                                                                    |
| ----------------------------------------------------------------------- | ----------------------------------------------------------------------- | ----------------------------------------------------------------------- | ----------------------------------------------------------------------- | ----------------------------------------------------------------------- | ----------------------------------------------------------------------- | ----------------------------------------------------------------------- | ----------------------------------------------------------------------- |
| 5-6-2022                                                                | Murcia                                                                  | Arabia Saudita                                                          | 0 – 1                                                                   | Colombia                                                                | Amichevole                                                              | -                                                                       | 58’                                                                     |
| 20-11-2022                                                              | Fort Lauderdale                                                         | Colombia                                                                | 2 – 0                                                                   | Paraguay                                                                | Amichevole                                                              | -                                                                       | 46’                                                                     |
| Totale                                                                  |                                                                         | Presenze                                                                | 2                                                                       |                                                                         | Reti                                                                    | 0                                                                       |                                                                         |

## Palmarès

### Club

#### Competizioni nazionali
- MLS Supporters' Shield: 1

Los Angeles FC: 2019
- Campionato brasiliano: 2

Palmeiras: 2022, 2023
- Supercoppa del Brasile: 1

Palmeiras: 2023
- Lamar Hunt U.S. Open Cup: 1

Los Angeles FC: 2024

#### Competizioni internazionali
- Recopa Sudamericana: 1

Palmeiras: 2022

### Competizioni statali
- Campionato paulista: 1

Palmeiras: 2022

### Individuale
- MLS Best XI: 1

2019